# SN 2001Q
SN 2001Q – supernowa typu II odkryta 31 stycznia 2001 roku w galaktyce UGC 6429. W momencie odkrycia miała maksymalną jasność 18,60m.